# Kenzo Oshima
Kenzo Oshima (1943) é um diplomata japonês que foi secretário-geral-adjunto para Assuntos Humanitários das Nações Unidas.